# غريغ باريت
غريغ باريت (بالإنجليزية: Greg Barrett)‏ هو كاتب سير وصحفي أمريكي، ولد في 23 نوفمبر 1961 في بريستول في الولايات المتحدة.